# حمید (بم)
حمید (بم)، روستایی از توابع بخش مرکزی شهرستان بم در استان کرمان ایران است.

## جمعیت
این روستا در دهستان حومه قرار دارد و براساس سرشماری مرکز آمار ایران در سال ۱۳۸۵، جمعیت آن زیر سه خانوار بوده‌است.